# 孝友東社区
孝友東社区（こうゆうとうしゃく）は、広州市越秀区光塔街道の社区。